# Közép-albániai Köztársaság
A Közép-albániai Köztársaság (albán Republika e Shqipërisë së Mesme) Albánia területén 1913. október 14. és 1914. február 3. között fennállt, el nem ismert mikronemzet volt. Államfője és kormányának vezetője Esat Toptani, az 1912. november 28-án függetlenné vált Albánia ideiglenes kormányának legfőbb belpolitikai ellenlábasa volt. A köztársaság fővárosául Durrëst jelölték ki, s a Toptani-kormány fennhatósága a közeli Tirana, Kruja, Shijak, Kavaja és Peqin környékére, mintegy 2000 km²-re terjedt ki. Az államalakulatot Toptani a Nemzetközi Ellenőrző Bizottság követelésére oszlatta fel.

## Előzmények
Az 1912. november 28-án a vlorai nemzetgyűlésen kikiáltott független Albánia közigazgatása élén az Ismail Qemali vezette ideiglenes kormány állt. A kabinetnek számos nehézséggel kellett szembenéznie: fennhatósága eleinte csupán Vlora környékére terjedt ki, az ország nagy részét ugyanis az első Balkán-háború során lerohanták és megszállás alatt tartották a montenegrói, szerb és görög hadseregek. 1913 tavaszától, a montenegrói és szerb csapatok kiürítését követően a helyzet ugyan némiképp javult, de az így felszabadult északi területek albán lakossága sem támogatta egyértelműen a Qemali-kormányt.
Az ideiglenes vlorai kabinet egyik legnagyobb ellenlábasa a Közép-Albániában kiterjedt birtokokkal rendelkező Esat Toptani volt. Toptani az első Balkán-háborúban azzal tüntette ki magát, hogy 10-13 ezres redifserege élén a Montenegró által megtámadott Shkodra védelmére sietett. A háttérben azonban kettős játszmát folytatott: 1913. január 30-án megölette Shkodra katonai parancsnokát, Haszan Rizát, hogy szabad elvonulás fejében és amennyiben támogatják albán uralkodóvá választását, titokban a város átengedéséről egyeztethessen Montenegróval. Április 23-án a paktum megszületett, Shkodra montenegrói kézre került, maga Toptani pedig 30 ezer könnyűfegyverzetű katonája élén Lezhába menetelt, ahol 1913. április 27-én Albánia királyává kiáltatta ki magát. Ezt az aktust azonban sem az albánok, sem a területet megszállva tartó szerbek és montenegróiak, sem pedig a nemzetközi közvélemény nem vette komolyan.
Toptani ezt követően rövid ideig kereste az együttműködés lehetőségét Qemali kormányával. Maga Qemali is úgy vélte, helyesebb a bajkeverő Toptanit a közelében tudnia, így 1913. július 2-án kinevezte az ideiglenes kormány belügyminiszterévé. A kettejük közötti konfliktusok azonban egyre kiélezettebbé váltak, így Toptani alig egy hónap elteltével, augusztus 1-jén kilépett a kormányból. Visszatért Közép-Albániába, Durrësbe, ahol ellenkormány-alakítási szándékkal maga köré gyűjtötte párthíveit. Az Adria-parti kikötőváros hagyományosan is a Qemali-kormány ellenzékének számított: Hamdi Toptani vezetésével már 1912 decemberében megszervezték saját közigazgatási, törvénykezési és rendvédelmi rendszerüket, és deklarálták függetlenségüket a vlorai ideiglenes kormánytól.

## Története
A környező Tirana, Kruja, Kavaja és Peqin körzetei támogatták ugyan Toptani törekvéseit, de a Mat folyótól északra elterülő vidékek, valamint délen Elbasan és Berat városai a Qemali-kormány pártolása mellett tettek hitet. Toptani pasa szeptember közepére gyűlést szervezett Tiranába, ahol párthívei élén  megfogalmazta a vlorai ideiglenes kormánnyal szemben támasztott követeléseket:
1. Az ideiglenes kormány és főváros áthelyezése Vlorából Durrësbe.
2. Az ideiglenes kormány összetételének átalakítása.
3. Nemzeti Tanács összehívása.
4. Albán delegáció menesztése a nagyhatalmakhoz, hogy az 1913. július 29-ei statútumnak megfelelően mihamarabb kijelöljék az albán uralkodót.
5. Az ideiglenes kormány adjon számot az új kabinetnek mindazon eredményekről, amelyeket a függetlenség kikiáltása óta elért.[10]

Noha az ideiglenes kormány három tagja is hajlott Toptani követeléseinek elfogadására, Qemali visszautasította a követeléseket. Vlorai diákok egy csoportja is levelet intézett Toptani pasához, amelyben arra kérték, hogy a viszonylagos béke megőrzése érdekében álljon el ambiciózus terveitől.
Toptani követelései visszautasítását követően, 1913. szeptember 18-án létrehozta durrësi ellenkormányát, de hangsúlyozta, hogy célja nem az ország megosztottsága, és kabinetje csupán addig fog működni, amíg a nagyhatalmak által kijelölt albán fejedelem elfoglalja a trónját. Időzben nem várt helyről kapott támogatást: az Albániába látogató Faik Konicát, az amerikai Vatra Szövetség képviselőjét mélyen lesújtották a helyben tapasztaltak. Összekülönbözött Qemalival, és Durrësbe utazott, ahol szövetségre lépett Toptanival.
Toptani 1913. október 14-én hivatalosan is bejelentette az általa vezetett durrësi ellenkormány és – uralkodói ambícióit ideiglenesen félretéve – a Közép-albániai Köztársaság megalakulását, amelyről a szintén Vlorában székelő Nemzetközi Ellenőrző Bizottságot is értesítette. Az új kormány hatalma, a Toptani-birtokok elhelyezkedésének megfelelően, a Mat és Shkumbin folyók közötti parti síkvidékre terjedt ki, munkáját a Durrës, Tirana, Kavaja, Peqin és Shijak két-két küldöttéből álló szenátus segítette. Kormányfői hivatala mellett a szenátust államfői jogkörökkel szintén Toptani elnökölte. Kormányát sem a Nemzetközi Ellenőrző Bizottság, sem a Qemali-kabinet nem ismerte el.
1914. január 8–18. között fegyveres összecsapásra került sor az ideiglenes kormány holland vezetésű csendőrsége és a Toptani-ellenkormány egy bizonyos Dervish bég vezette csapatai között Elbasan térségében. A polgárháború veszélyétől tartó Nemzetközi Ellenőrző Bizottság Elbasanban szükséghelyzetet hirdetett ki. A január 18-ai végső, Godoleshnél vívott ütközetben a csendőrök szétkergették Dervish bég 300 emberét. A politikai közbeszédben felmerült Toptanival szemben a vád, hogy tevékenységével a független Albánia ügye helyett a szerbek, a görögök és a törökök érdekeit tartotta szem előtt. Ezeket a vádakat 1913. áprilisi árulása, Shkodra feladása mellett azzal látták igazoltnak, hogy az elbasani kalanddal egyfelől sikeresen feltartották a Korçába tartó, a megszálló görögöktől a város ellenőrzését átvenni szándékozó csendőrséget, másfelől éppen 1914. január 9-én robbant ki az a vlorai felkelés is, amelynek során az Oszmán Birodalom hívei az ideiglenes kormány elleni puccsal Izzet pasát kívánták kikiáltani Albánia uralkodójának.
A Qemali-kormány 1914. január 22-én hivatalosan is átadta a hatalmat a Nemzetközi Ellenőrző Bizottságnak, amely Esat Toptanit bábállama felszámolására és az ország elhagyására sürgette. A Közép-albániai Köztársaság február 3-án ugyan megszűnt, de Toptani az elkövetkező években is az albán politikai élet aktív közszereplője maradt.